# Jorge Ribeiro
Jorge Miguel de Oliveira Ribeiro (Lisboa, 9 de Novembro de 1981) é um futebolista português, que joga habitualmente como defesa esquerdo mas que pode também jogar como médio.
É irmão de Maniche, actualmente a jogar no SC Farense.
Jorge Ribeiro foi um dos convocados por Scolari para o Euro 2008 como prémio pela excelente temporada que realizou ao serviço do Boavista, na temporada 2007/08.
Foi contratado no final da época 2007/2008 pelo Benfica a custo zero, regressando ao clube onde se formou, e foi apresentado oficialmente em Julho de 2008.
Em 2010/11 foi emprestado ao Vitória SC onde atingiu a final da Taça de Portugal, perdendo para o FC Porto de André Vilas Boas.
Na época seguinte rumou a Espanha para representar o Granada, mas a aventura durou apenas até ao mercado de Inverno.
Em 2013/14 voltou a Portugal para representar o D. Aves da Liga 2 durante 2 épocas. Na sua primeira época chegou a disputar o Play-Off de subida de divisão onde perderam com o Paços de Ferreira ditando a permanência na Liga 2.
Em 2015/16 foi contratado pelo Atlético CP.

## Títulos
Benfica
- Taça da Liga: 2008/09